# ゴロンタロ州
ゴロンタロ州 (ゴロンタロしゅう、インドネシア語: Gorontalo) はインドネシアのスラウェシ島北部の州。

## 概要
ゴロンタロ州は2000年12月5日に北スラウェシ州から分離し、新設された州である。州都はゴロンタロ (Kota Gorontalo)。2000年時点で北スラウェシ州はイスラム教徒の人口比率が49.8%であったのに対し、同時期のゴロンタロ州は98.2%がイスラム教徒で、また、北スラウェシ州はミナハサ人が大差数を占めるのに対し、ゴロンタロ州はゴロンタロ人が大多数を占める。そのような、ミナハサとゴロンタロの宗教的かつ民族的な差異は様々な差別を生み出したとされる。北スラウェシ州の州知事に一度もゴロンタロ人がついたことがないことや開発予算の配分が少ないことがその例として挙げられる。
ゴロンタロ州は典型的な農村地帯であるが、目立った地主層が形成されているわけではない。

## 歴史

### ゴロンタロ州の設立
1997年のアジア経済危機がインドネシアで経済危機を引き起こし、スハルト体制が揺れ始めた頃、インドネシア各地で学生運動が盛んになり、その波がゴロンタロにも波及し、ゴロンタロ出身の学生の間でも地方自治についての議論が交わされた。ゴロンタロ出身インドネシア学生・大学生連盟（HPMIG）が議論された。しかし、公の場にそれが姿を表したのは1999年2月上旬に開催されたHPMIG第5回総会においてである。総会当日には、HPMIGマナド支部の国立サム・ラトゥランギ大学の学生が、マナドにおいてゴロンタロ人がミナハサ人から受けている差別などを訴えた。ただ、ゴロンタロにおける地方政治エリートのなかに新州設立を支持しているものはほとんどおらず、ゴロンタロ州新設を公約に掲げる政党もなかった。そこでHPMIGはゴロンタロにある学生組織のなかで最大であるイスラム学生協会（HMI）ゴロンタロ支部と協力体制に入り、ラジオ・セレベスといったメディアを通じて、支基盤を拡大していった。そして、ゴロンタロ・トミニ・ラヤ州設立準備委員会結成のための準備委員会（FP3GTR）が立ち上がった。FP3GTRは1999年12月3日にゴロンタロ・トミニ・ラヤ州設立準備委員会（P4GTR）を立ち上げることで一致した。一方学生たちの間でもHMIゴロンタロ支部事務局において、新州のためのゴロンタロ青年・学生行動連盟（KPMGP）を結成して、ゴロンタロ市・県議会で新州設立要求デモを行い始めた。マナドではゴロンタロ州設立賛成派の学生らが記者会見を開き、マカッサルでは6つの学生組織がゴロンタロ分離を求めた。同時に、ロンタロ州新設はインドネシア全国レベルで訴えられるようにもなった。第22回HMI総会の勧告において、HMIゴロンタロ支部はゴロンタロ・トミニ・ラヤ州新設要求を盛り込むことに成功した。そして、1999年12月6日にはHPMIGの学生ら数十名が国会・国民協議会前でゴロンタロ州新設要求デモを行った。
しかし、ゴロンタロ・トミニ・ラヤ州設立宣言にあたって、新州設立運動は停滞することになる。P4GTRは、ゴロンタロ州設立運動をまとめあげる役割を担い、2000年1月23日にゴロンタロ・トミニ・ラヤ州設立宣言を行うことを決めたが、誰もが新州設立の立役者になりたいと願ってP4GTRにこぞって参加したために、P4GTRのメンバーは200名を超え、機動的に動けない状態に陥った。P4GTR以外にも、ゴロンタロでは、トミニ・ラヤ住民連合やゴロンタロ州親愛住民連帯、中スラウェシ州パルにはゴロンタロ一致団結会、マカッサルにはリマ・ ポハラア共同フォーラム、ジャカルタにはトミニ・ラヤ住民友愛フォーラムなどが次々と設立され、新州設立という目的は同じくしながら、それぞれに特徴を持つ組織が生まれ始めていた。そこでHMIゴロンタロ支部はそういった組織をまとめるために、ゴロンタロ・ トミニ・ラヤ州設立理事会を設立した。それから、ゴロンタロ県議会、ゴロンタロ市議会から新州設立を支持する議会決定が行われ、ボアレモ県第一党のゴルカル党県支部長ニザム・ダイを住民代表とする州設立支持声明文が出され、北スラウェシ州副知事兼ゴロンタロ県知事代行のハサン・アバス・ヌシやゴロンタロ地方の政治に影響力を持つ政治家兼実業家のアフマ ド・パカヤといった地元の有力政治家の支持を取り付けることに成功した。2000年2月8日にはゴロンタロ州設立に関する州議会本会議が開催され、同月12 日の州議会本会議で新州設立を支持する州議会が決定した。
同年7月以降、ゴロンタロ州設立が本格化すると、北スラウェシ州議会議員のなかから、州設立阻止の動きが出始めた。その新州設立阻止を訴える議員グループはM16と呼ばれた。しかし、最終的には、新州の名前をゴロンタロ州、州都をゴロンタロ市にして新州を設置することが決まった。当初は中スラウェシ州の一部や北スラウェシ州のボルモン県をも包含して州を作る案もあったが、その案は棚上げになった。

## 人口
- 2005年6月30日：92万2176人
- 2010年5月1日：104万164人[5]

## 隣接州
- 北：セレベス海
- 東：北スラウェシ州
- 南：トミニ湾
- 西：中部スラウェシ州

## 行政区分
ゴロンタロ州は5の県と1つの市部に分けられている(2015年現在)。

### 県
- ボアレモ県 -（ティラムタ（英語版））
- ボネ・ボランゴ県 -（スワワ（英語版））
- ゴロンタロ県 -（リムボト（英語版））
- 北ゴロンタロ県 -（クワンダン（インドネシア語版））
- ポフワト県 -（マリサ（英語版））

### 市
- ゴロンタロ - Kota Gorontalo

## 交通機関

### 空港
- ジャラルディン空港（英語版）
  - ガルーダ・インドネシア航空（ハサヌディン国際空港、スカルノ・ハッタ国際空港）
  - ライオン・エア（en:Haluoleo Airport、ハサヌディン国際空港、ジュアンダ国際空港、スカルノ・ハッタ国際空港）
  - スリウィジャヤ航空（ハサヌディン国際空港、スカルノ・ハッタ国際空港）
  - ウィングス・エアー（英語版）（サム・ラトゥランギ国際空港）

## 観光

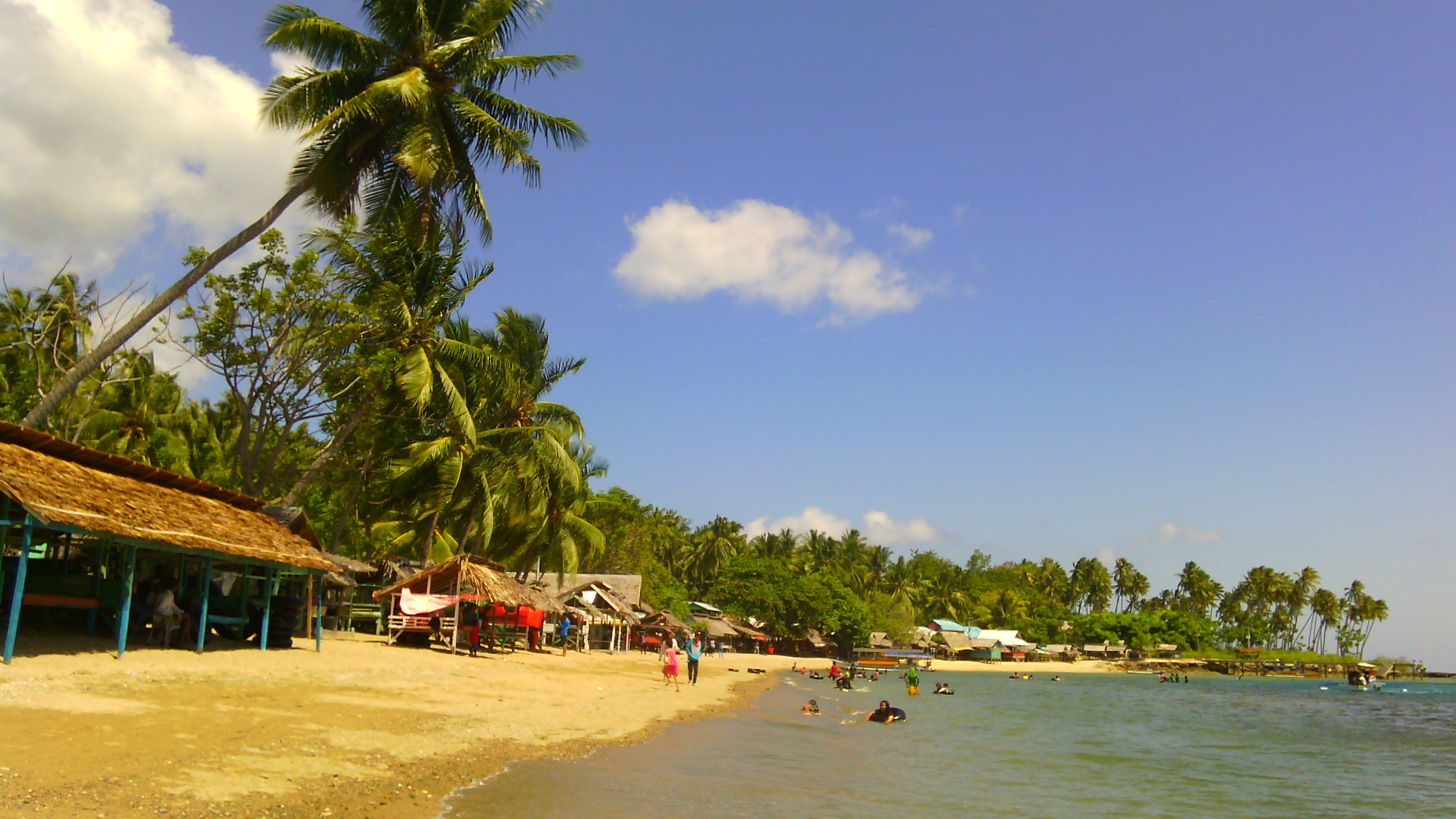
ボトゥトヌゥオビーチ

以下のような観光名所が挙げられる。
- オタナハ要塞（英語版） (Benteng Otanaha)
- リンボトタワー (Menara Limboto)
- ボトゥトヌゥオビーチ (Pantai Botutonuo)
- オレンジ要塞 (Benteng Orange)
- オタ洞窟 (Ota Jin)
- サロンデ島 (Pulau Soronde)